# Oriopsis gracilis
Oriopsis gracilis är en ringmaskart som beskrevs av Hartman 1969. Oriopsis gracilis ingår i släktet Oriopsis och familjen Sabellidae. Inga underarter finns listade i Catalogue of Life.